# Труд-Куток
Труд-Куто́к (у минулому — селище Кучурган) — село в Україні, у Степанівській сільській громаді Роздільнянського району Одеської області. Населення становить 189 осіб.

## Історія
На 1916 рік в селищі Кучурган Понятівської волості Тираспольського повіту Херсонської губернії, мешкало 114 людей (53 чоловіка і 61 жінка).
Станом на 1 травня 1967 року село входило до складу Кучурганської сільської ради.
На 1 січня 1984 року Труд-Куток перебував в складі Степанівської сільської ради.

## Населення
Згідно з переписом УРСР 1989 року чисельність наявного населення села становила 305 осіб, з яких 132 чоловіки та 173 жінки.
За переписом населення України 2001 року в селі мешкало 276 осіб.

### Мова
Розподіл населення за рідною мовою за даними перепису 2001 року:
| Мова       | Відсоток |
| ---------- | -------- |
| українська | 46,38 %  |
| російська  | 42,03 %  |
| румунська  | 10,51 %  |
| угорська   | 0,36 %   |
| інші       | 0,72 %   |